# Tűzoltótorony (Kolozsvár)

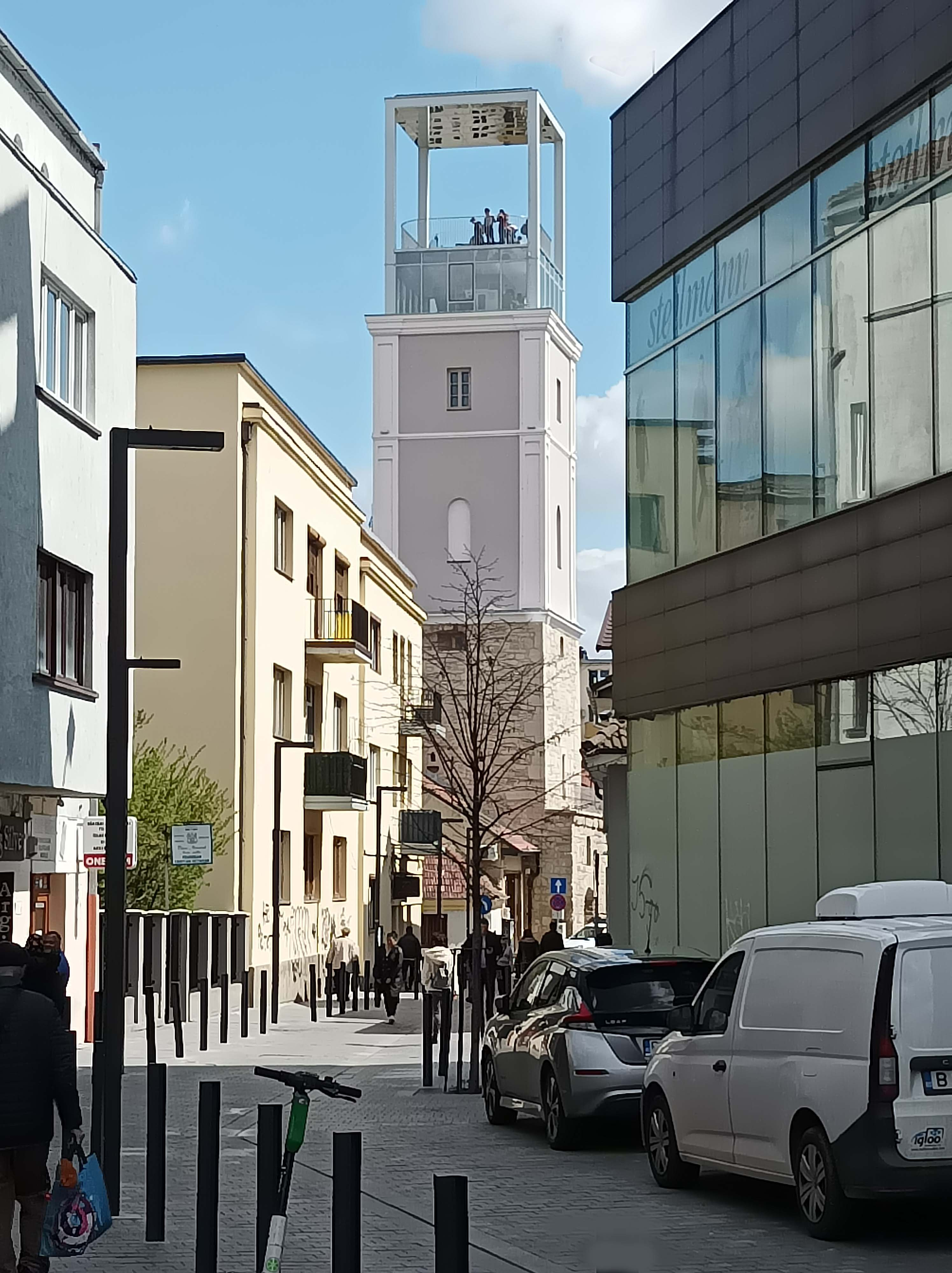
A 2023-ban felújított torony

A kolozsvári Tűzoltótorony (románul: Turnul Pompierilor) a régi városfal részéből maradt fenn. A romániai műemlékek  jegyzékében a CJ-II-m-A-07242.03 sorszámon szerepel.

## Története
Eredetileg Szappany utcai kis kapu volt a neve, és a takácsok céhe védelmezte. Nevezték Takácsmesterek tornyának, illetve vásznas takácsok tornyának is.
A 15. század vége körül épülhetett, de a takács céh 1479-ből való alapítólevelében még nem szerepel. 1574-ben megmagasították, 1583. május 10-től állandó tűzőrséget állítottak fel benne. Az 1653. április 3-i tűzvészben, amely a város jelentős részét elpusztította, a torony és a benne raktározott hét tonna lőpor épen maradt; ugyanígy átvészelte az 1679. évi tűzvészt is.
A 19. század második felében tovább magasították és tűzmegfigyelő toronyként szolgált egészen az 1930-as évekig.
1998. május 15-én a toronyban tűzoltómúzeum nyílt, amely 2001-ig működött. 2023-ban felújították, és ismét látogatható.

## Képek

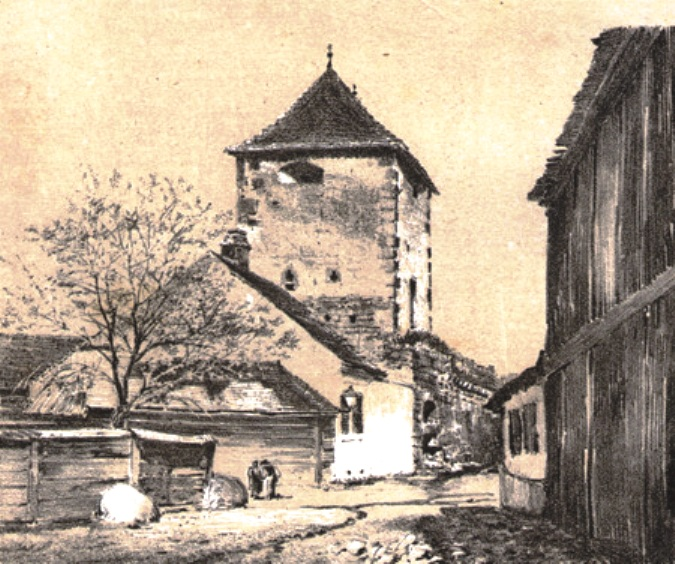
A Takácsok tornya tűzőrtoronnyá való átalakítás előtt. Veress Ferenc felvétele az 1860-as évekből
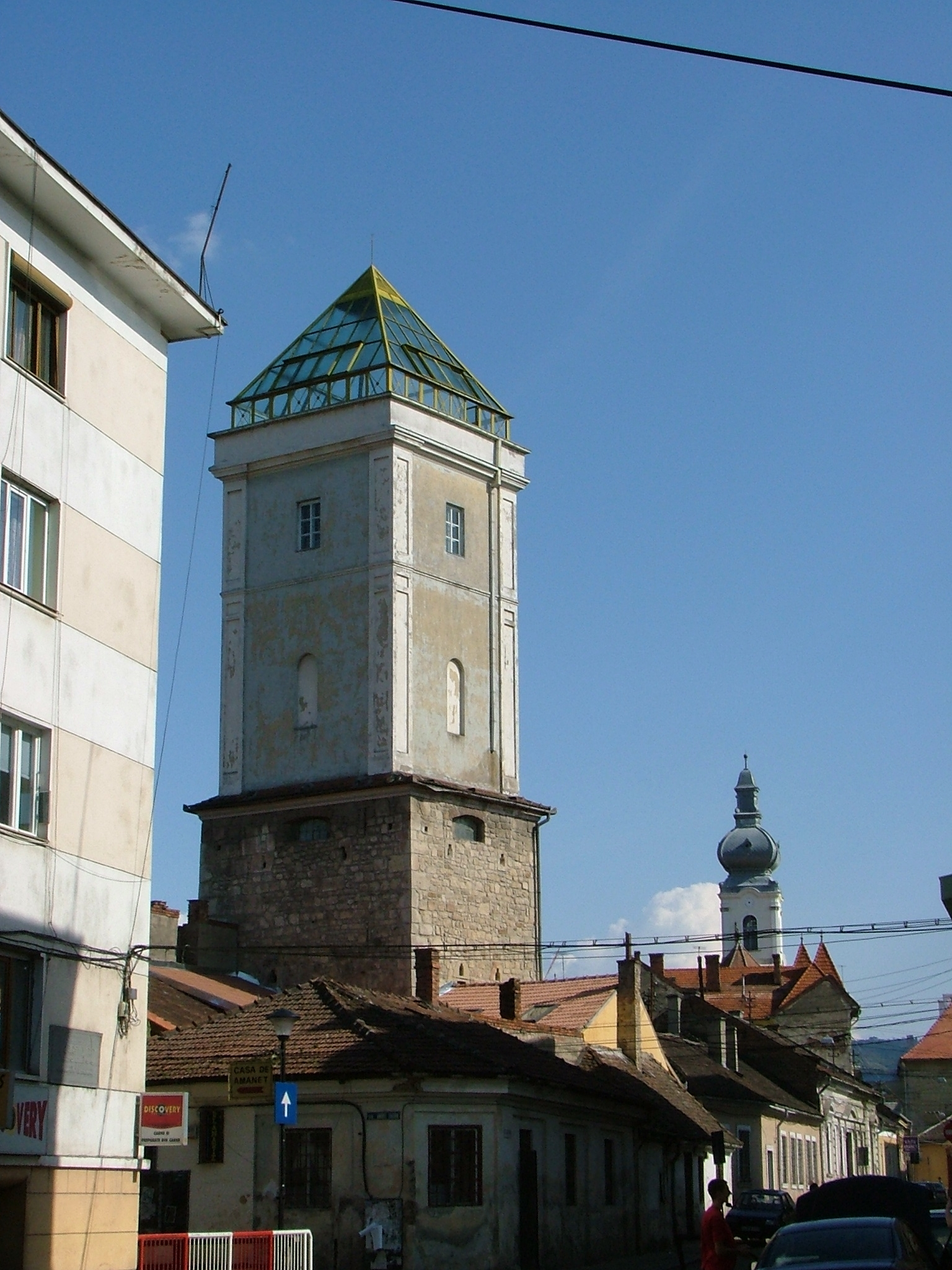
2007
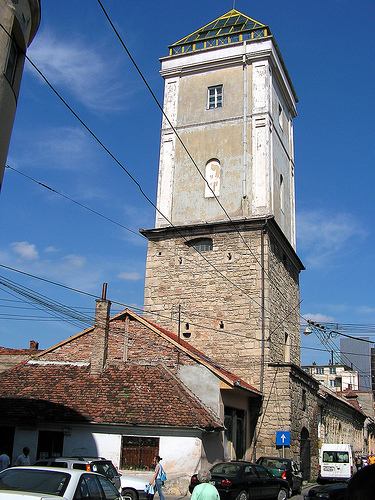
2006
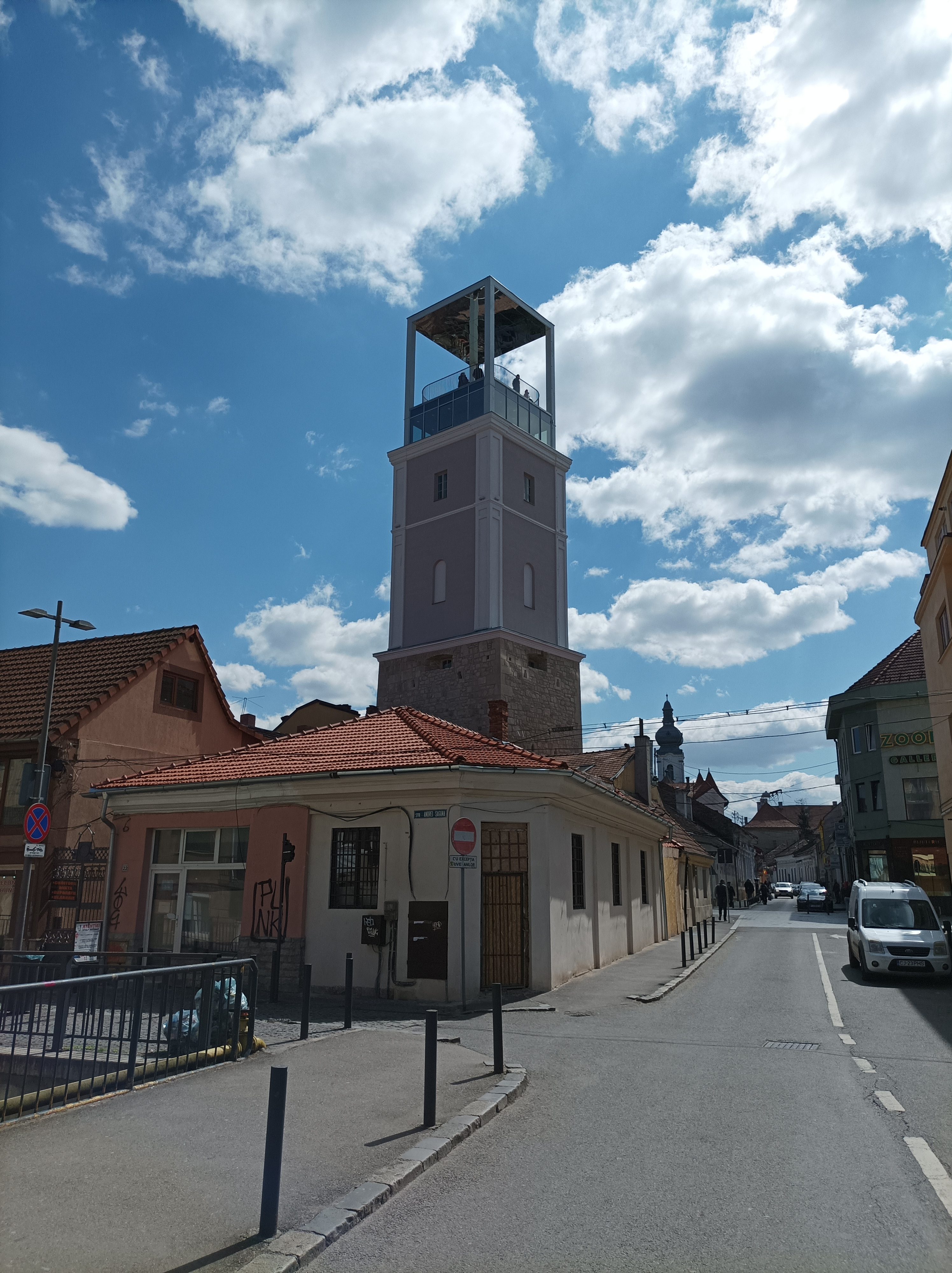
2023
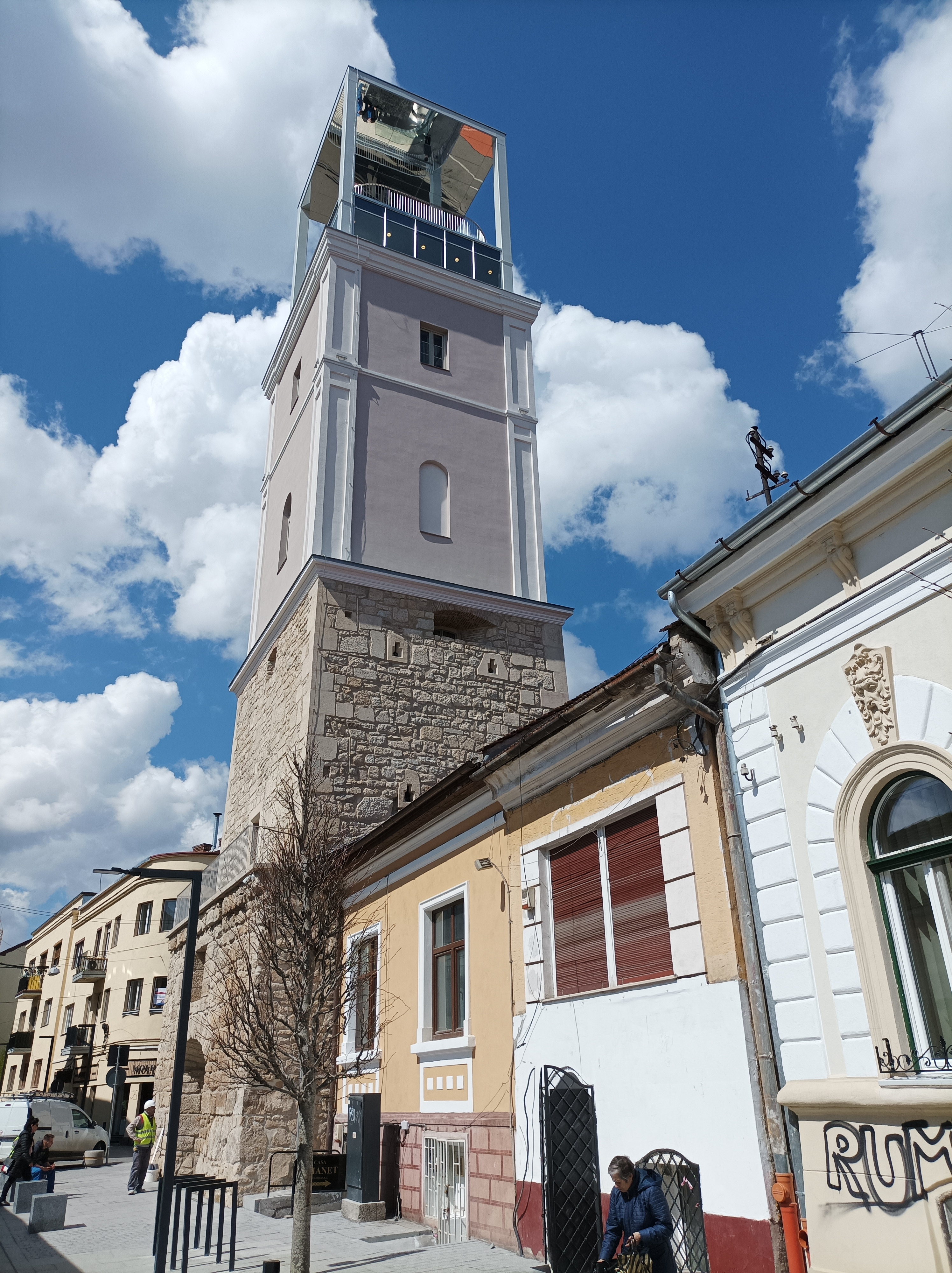
2023